# Diphyus tricolor
Diphyus tricolor là một loài tò vò trong họ Ichneumonidae.